# Chartocerus hebes
Chartocerus hebes is een vliesvleugelig insect uit de familie Signiphoridae. De wetenschappelijke naam is voor het eerst geldig gepubliceerd in 1929 door Girault.